# علی مولایی
علی مولایی (زاده ۲۳ آذر ۱۳۶۳ - اهواز) بازیکن فوتبال ایران است که در تیم‌های فولاد خوزستان، باشگاه فوتبال سپاهان اصفهان، باشگاه فوتبال تراکتور، باشگاه فوتبال مس کرمان، باشگاه فوتبال صبای قم، باشگاه فوتبال استقلال اهواز، باشگاه فوتبال شهرداری تبریز، باشگاه فوتبال گسترش فولاد تبریز، باشگاه فوتبال فجر شهید سپاسی شیراز، باشگاه فوتبال شهر خودرو، باشگاه فوتبال ابومسلم خراسان، باشگاه نفت و گاز گچساران ،باشگاه فوتبال مس سرچشمه، باشگاه فوتبال ایران‌جوان بوشهر و باشگاه خوشه طلایی ساوه سابقه بازی دارد.
مولایی با تیم‌های فولاد خوزستان و سپاهان به عنوان قهرمانی لیگ برتر خلیج فارس دست یافت.

## دوران جوانی
علی مولایی با بازی در تیم‌های پایه باشگاه فولاد خوزستان به شهرت رسید.
مولایی به عنوان جوان‌ترین بازیکن قهرمان لیگ برتر فرمت جدید (لیگ برتر خلیج فارس)نیز شناخته می‌شود.

## دوران حرفه ای
مولایی برای تیم‌های متعددی در لیگ برتر فوتبال ایران در پست هافبک بازی کرده‌است
وی همچنین با تیم‌های فولاد خوزستان و سپاهان اصفهان و صبای قم موفق به کسب سهمیه لیگ قهرمانان آسیا شده‌است.

## دوپینگ
در زمستان ۱۳۸۶، وی به علت مثبت بودن تست دوپینگ، برای دو سال از حضور در کلیه میادین ورزشی محروم شد.